# Gatgölen (Fridlevstads socken, Blekinge)
Gatgölen är en sjö i Karlskrona kommun i Blekinge och ingår i Nättrabyåns huvudavrinningsområde.